# Rivadavia (Mendoza)
Rivadavia è una città dell'Argentina, capoluogo dell'omonimo dipartimento nella provincia di Mendoza.